# 馬芳春
馬芳春，雲南寧州人，清朝军事将领、武进士出身。
嘉庆十五年，武乡试中举。嘉庆二十五年，登庚辰科武进士，授蓝翎侍卫，升至广西太平府游击。